# Пецицальні
Пецицальні (Pezizales) — порядок аскомікотових грибів класу пецицоміцети (Pezizomycetes). Порядок включає 16 родин, 199 родів і 1683 видів. Він містить ряд видів, що мають економічне значення, таких як зморшки, чорний трюфель і трюфель їстівний тощо.
Об'єднує переважно сапротрофні види, лише деякі представники можуть паразитувати на рослинах.

## Будова
Плодові тіла пецицальних — типові апотеції від 1 мм до 10 см в діаметрі (винятком є апотеції південноамериканського виду Geopyxis cacabus, що досягають висоти до 1 м, а в діаметрі 50 см). У деяких видів плодові тіла мають стерильну ніжку та лопатеві або складчасті шапки. За консистенцією плодові тіла пецицальних здебільшого м'ясисті, рідше драглисті або шкірясті, за забарвленням — різноманітні, від оранжевих і червоних відтінків до темно-коричневих і чорних. Верхній шар плодового тіла — спороносний (гіменіальний) — складається із структур двох типів: сумок (асків) із спорами та стерильних парафіз, які виконують захисну функцію. Під спороносним шаром розташований менш щільний субгіменіальний шар, що складається із переплетених гіфів, а ще глибше залягає потужна плектенхіма, яка формує основну масу плодового тіла.
Розвитку пецицальних грибів особливо сприяє підвищена вологість, тому більшість із них з'являється навесні.